# Henschel

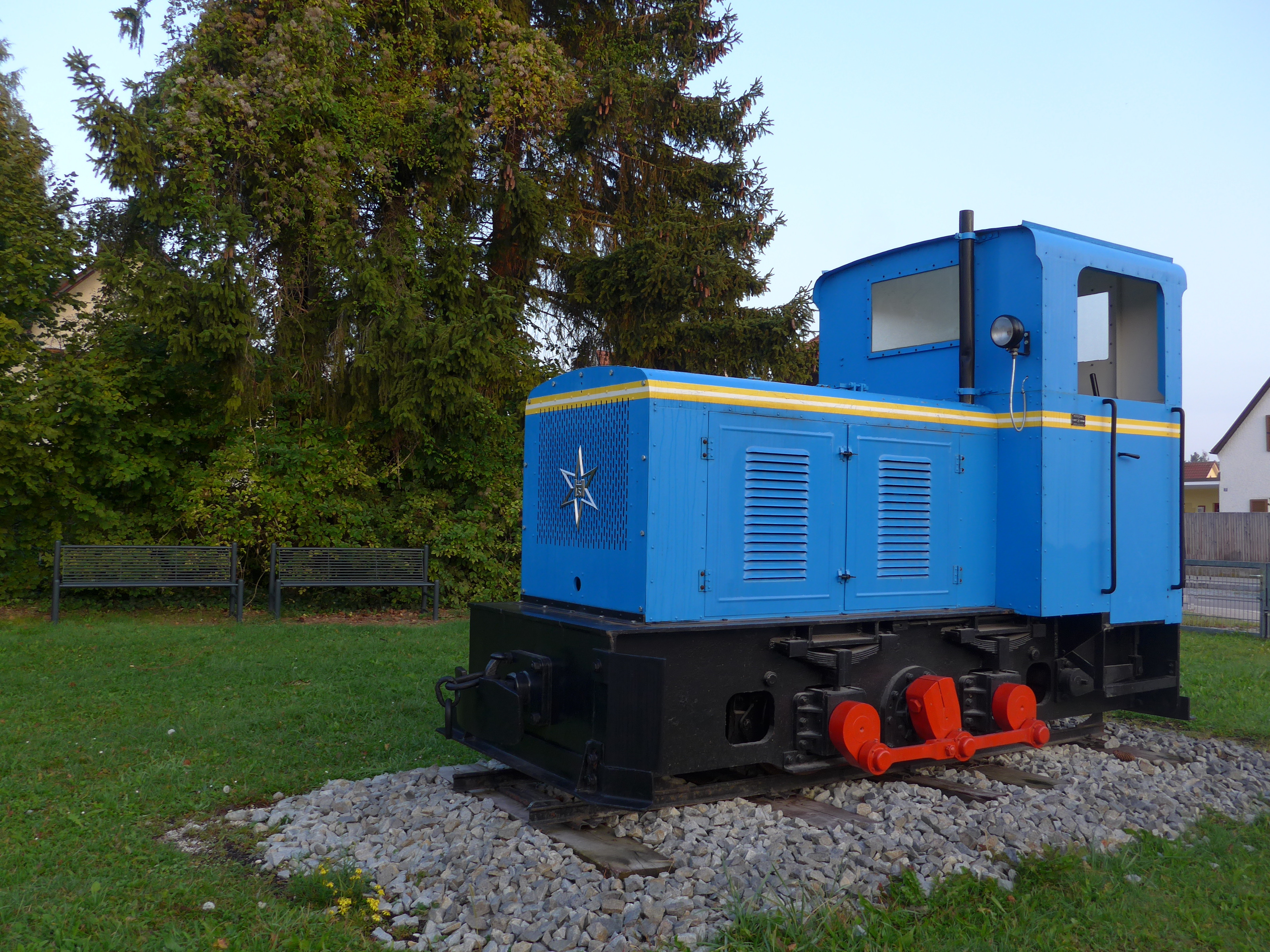
Lokomotywa Henschel & Sohn

Henschel-Werke lub w skrócie Henschel – niemiecki producent maszyn i pojazdów, którego fabryki zlokalizowano w Kassel. Przedsiębiorstwo stało się wiodącym producentem lokomotyw w Europie. Od 1925 roku w zakładach w Kassel rozpoczęto produkcję autobusów i ciężarówek, a w latach 1933–1945 czołgów (w tym najcięższych typu Panzerkampfwagen VI Ausf. B „Königstiger”). W fabrykach przedsiębiorstwa Henschel w Berlinie produkowano także samoloty i pociski rakietowe.

## Historia

### Założenie i rozwój przedsiębiorstwa w XIX wieku
W 1810 r. Georg Christian Carl Henschel założył w Kassel odlewnię, w której w 1816 rozpoczął produkcję maszyn parowych. W 1837 jego syn Carl Anton Henschel otworzył drugą fabrykę na Placu Holenderskim (obecnie teren uniwersytetu w Kassel). Pierwsza lokomotywa parowa produkcji przedsiębiorstwa Henschel została dostarczona w 1848 dla potrzeb wybudowanej cztery lata wcześniej linii kolejowej Kurfürst-Friedrich-Wilhelm-Nordbahn.

### Przedsięwzięcia przedsiębiorstwa w pierwszej połowie XX wieku
W 1905 r. w fabryce przedsiębiorstwa Henschel powstała pierwsza lokomotywa elektryczna, a pięć lat później pierwsza lokomotywa spalinowa. Zakłady Henschel stały się w tym czasie, obok Borsig-Werke największym producentem lokomotyw w kraju i w 1920 zostały przekształcone w spółkę z ograniczoną odpowiedzialnością (GmbH).
W styczniu 1925 zmieniono nazwę spółki na Henschel & Sohn, rozpoczynając jednocześnie produkcję ciężarówek i autobusów. Około 1930 pojawiło się logo przedsiębiorstwa w postaci sześcioramiennej gwiazdy z umieszczoną centralnie literą H, które było używane do oznaczania samochodów i lokomotyw marki Henschel do końca lat 60.
Podczas I wojny światowej w zakładach Henschel produkowano broń, a podczas II wojny światowej przedsiębiorstwo to stało się jednym z głównych dostawców uzbrojenia dla wojsk niemieckich. Pracowano m.in. nad ciężkim czołgiem Durchbruchwagen. Ze względu na duże znaczenie, fabryki przedsiębiorstwa Henschel były wielokrotnie bombardowane przez aliantów i ostatecznie prawie całkowicie zniszczone. Po wojnie, ze względu na złą sławę producenta uzbrojenia, działalność przedsiębiorstwa została ograniczona do produkcji małych lokomotyw przemysłowych i remontu ciężarówek. W 1948 pozwolono na budowę większych lokomotyw, a w 1961 w zakładach w Esslingen rozpoczęto produkcję lokomotyw spalinowych napędzanych silnikiem Diesla.

### Przedsięwzięcia przedsiębiorstwa w drugiej połowie XX wieku

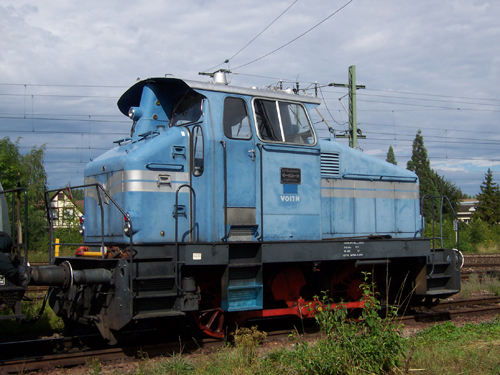
Lokomotywa spalinowa 'Henschel DH 240 B'

W 1957 r. zmieniono firmę przedsiębiorstwa Henschel & Sohn GmbH na Henschel-Werke GmbH, a w 1962 stało się ono spółką akcyjną (AG). Od 1963 r. rozpoczęto produkcję autobusów. Rok później posiadający większość akcji spółki koncern Rheinstahl zdecydował o połączeniu obu przedsiębiorstw w jedną spółkę Rheinstahl Henschel AG. W 1969 r. przeniesiono produkcję lokomotyw do przedsiębiorstwa Klöckner-Humboldt-Deutz AG w Kolonii, a samochodów do nowego przedsiębiorstwa Hanomag-Henschel powstałego z połączenia z producentem ciągników rolniczych Hanomag. Wkrótce Hanomag-Henschel został sprzedany przedsiębiorstwu Daimler-Benz, ale produkowane przez niego samochody zachowały pierwotną markę do 1974 r.
W 1976 r. przedsiębiorstwo Rheinstahl zostało kupione przez August Thyssen-Hütte AG i po raz kolejny zmieniło nazwę, tym razem na fabryka lokomotyw Thyssen-Henschel w Kassel, ale produkowane przez zakład lokomotywy nadal były oznaczane marką Henschel. W 1990 r. wraz z przedsiębiorstwem ABB powstałym z połączenia BBC ze szwedzkim przedsiębiorstwem elektrotechnicznym ASEA, utworzono spółkę ABB Henschel z siedzibą w Mannheim. W 1995 r. na mocy umowy z przedsiębiorstwem Daimler Benz AG zawiązano ABB Daimler Benz Transportation Adtranz, oddział zajmujący się inżynierią transportu. Marka Henschel ostatecznie zniknęła z rynku 1 stycznia 1996 i została zastąpiona przez Adtranz. W 2001 r. przedsiębiorstwo zostało sprzedane międzynarodowemu konsorcjum zajmującemu się transportem kolejowym Bombardier Transportation.
Do dziś w zakładach w Kassel są nadal budowane i remontowane lokomotywy elektryczne i z silnikami Diesla.
Część byłych zakładów Henschel należy obecnie do przedsiębiorstwa Thyssen Krupp Transrapid GmbH, a część zbrojeniowa do koncernu Rheinmetall DeTec AG.

## Najważniejsze osiągnięcia przedsiębiorstwa Henschel

### Produkcja lokomotyw

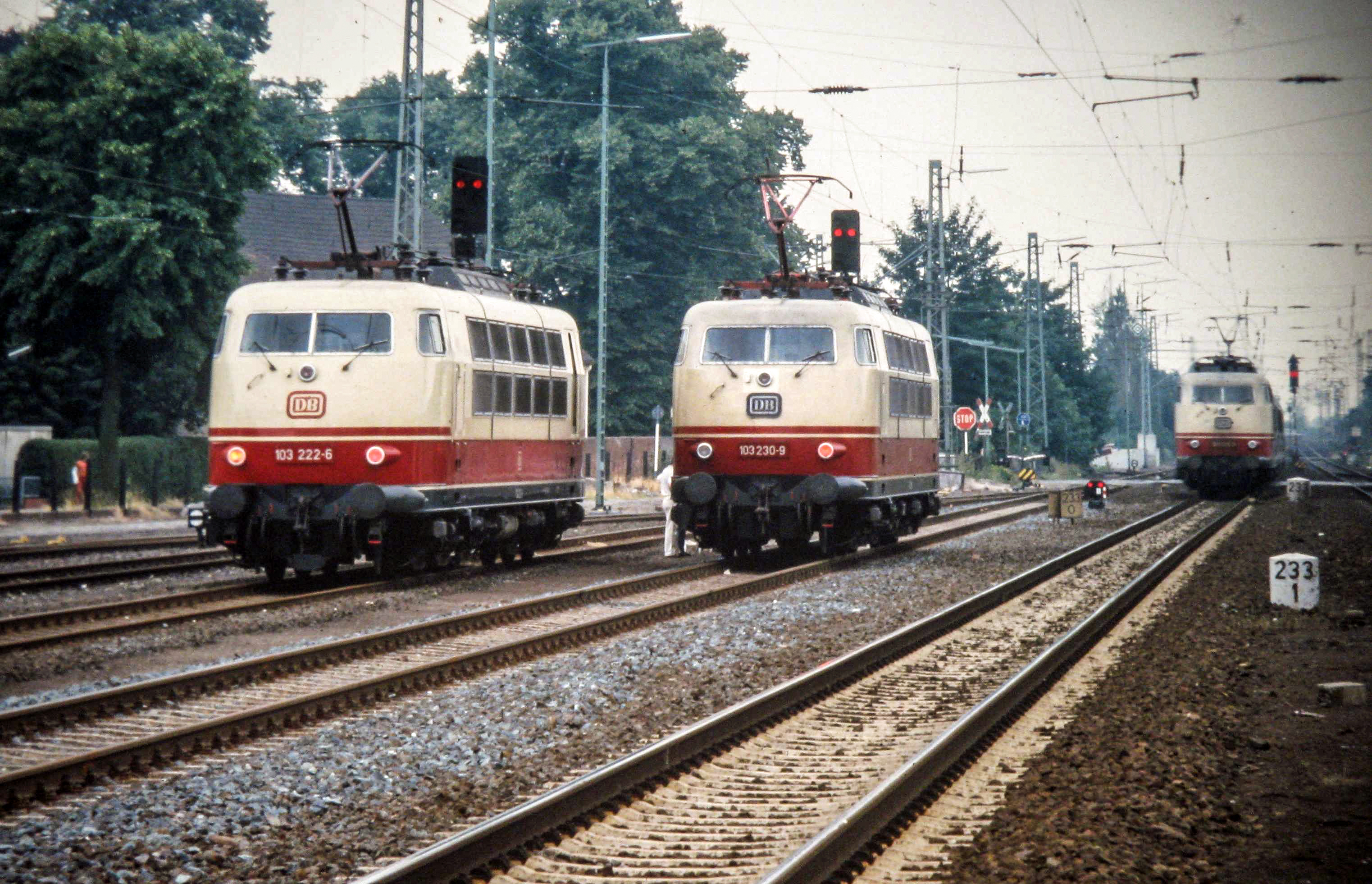
Lokomotywa elektryczna 'Henschel DB 103 (E03)'

Niemal od początku istnienia zakłady Henschel nastawione były na produkcję i rozwój maszyn parowych i począwszy od XIX wieku do końca produkcji lokomotyw parowych były ich wiodącym producentem. W 1905 w zakładach Henschel wybudowano pierwszą lokomotywę o napędzie elektrycznym, a już w 1910 producent mógł poszczycić się imponującą liczbą 10 tysięcy wyprodukowanych lokomotyw wszystkich typów. Przez długi czas Henschel był obok przedsiębiorstw Siemens, AEG, KraussMaffei i Borsig, głównym dostawcą lokomotyw dla kolei niemieckich, najpierw dla Deutsche Reichsbahn, a później dla Deutsche Bundesbahn. Jedną z lokomotyw dostarczanych kolejom zachodnioniemieckim była zaprojektowana w latach 60. lokomotywa Baureihe 103.

### Produkcja samochodów

#### Przed i w czasie II wojny światowej
W połowie lat 20., kiedy pojawiło się widmo kryzysu gospodarczego postanowiono, w celu uniezależnienia się tylko od jednego rodzaju produkcji, rozpocząć budowę samochodów. Już w 1925 rozpoczęto produkcję na licencji szwajcarskiego przedsiębiorstwa FBW autobusów i ciężarówek o nośności 3 i 5 ton (łącznie wyprodukowano około 300 sztuk).
W następnych latach Henschel produkował ciężarówki i autobusy własnego projektu, napędzane zarówno silnikami benzynowymi, jak i olejem napędowym. Pod koniec lat 20. eksperymentowano z napędem parowym dla ciężarówek i generatorami gazu drzewnego (niem. holzgas) dla ciężarówek, autobusów i innych pojazdów.
Na początku lat 30. pojawiły się w ofercie przedsiębiorstwa ciężarówki o nośności od 2 do 12 ton. W 1932 pod kierunkiem doktora Franza Langa zbudowano nowoczesny silnik Diesla Henschel-Lanova, który można było uruchamiać w o wiele łatwiejszy sposób niż silniki Diesla poprzedniej generacji. Silniki Lanova stosowano w lokomotywach i samochodach do początku lat 60. W latach 30. Henschel był znany nie tylko z produkcji samochodów, ale także karoserii ciężarówek i ciężkich autobusów dla innych producentów.
Ciężkie ciężarówki Henschel były masowo używane podczas II wojny światowej, a zakłady przedsiębiorstwa wielokrotnie bombardowane, co doprowadziło ostatecznie do zatrzymania produkcji samochodów.

#### Produkcja powojenna

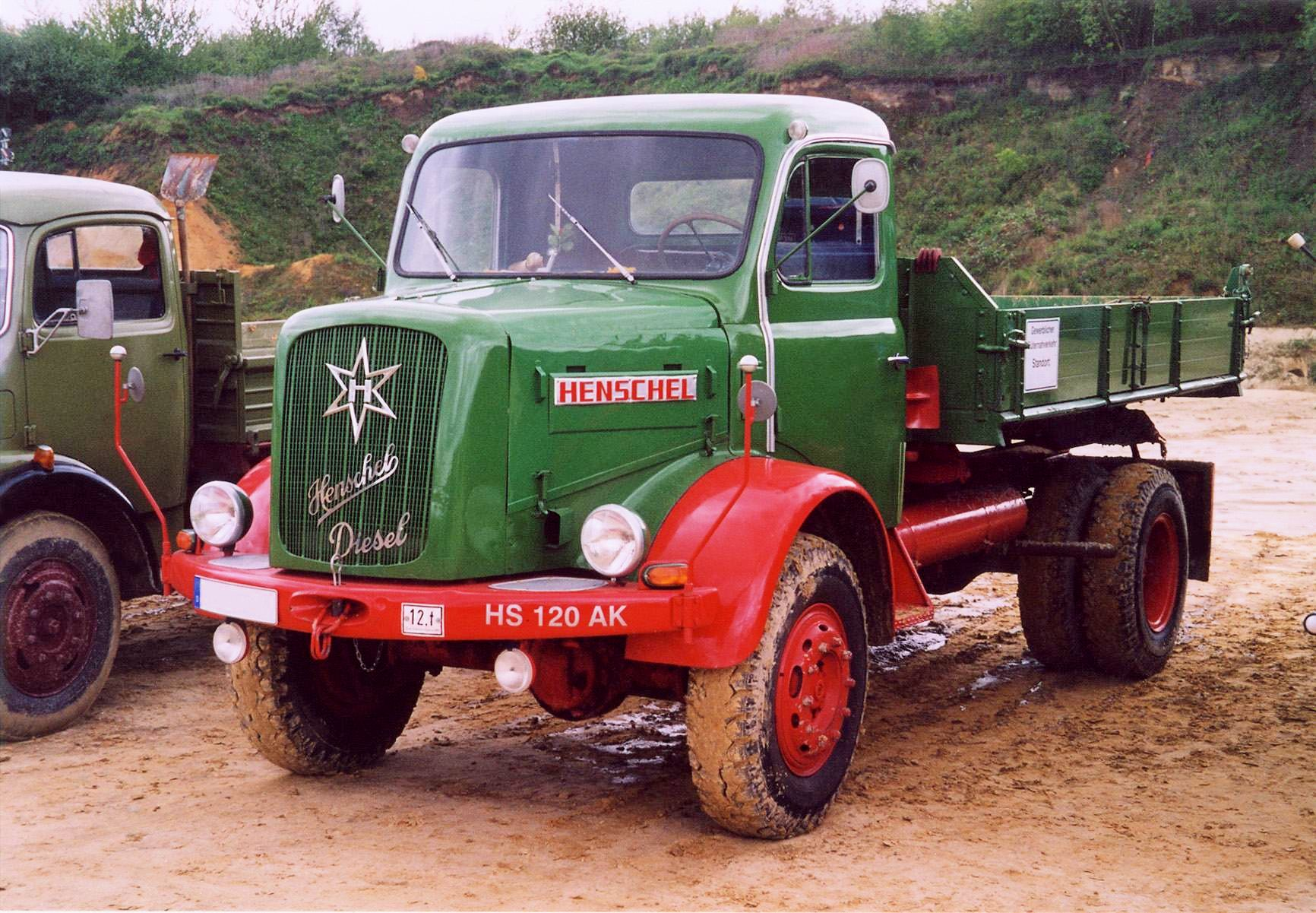
Ciężarówka 'Henschel HS 120'

W 1946, po udzieleniu pozwolenia przez okupujących Niemcy aliantów, rozpoczęto odbudowę zakładów i remont zniszczonych i zużytych ciężarówek. Przedsiębiorstwo nosiło wtedy firmę Hessia ze względu na jej umiejscowienie właśnie w Hesji, ale w 1948 odzyskała dawne miano Henschel. Od początku lat 50. wznowiono produkcję autobusów i karoserii do ciężarówek.

Od 1950, pomimo dużej konkurencji na rynku, Henschel rozpoczął produkcję samochodów ciężarowych. Pierwszą ciężarówką był samochód 'Henschel HS 140' o nośności 6,5 tony, napędzany silnikiem o mocy 140 KM. Wkrótce pojawiła się mocniejsza odmiana samochodu oznaczonego 'HS 170' o mocy 170 KM.

W 1955 przedsiębiorstwo Henschel zaprezentowało nowy autobus ‘HS 160 USL’ o nadwoziu samonośnym i silniku umieszczonym pod kabiną. Autobus był napędzany silnikiem Diesla, a nadwozie pojazdu zbudowano z aluminium. Powstał też jeden z pierwszych na świecie autobusów członowych. Ze względu na małą rentowność produkcji ostatni egzemplarz opuścił fabrykę w 1963.

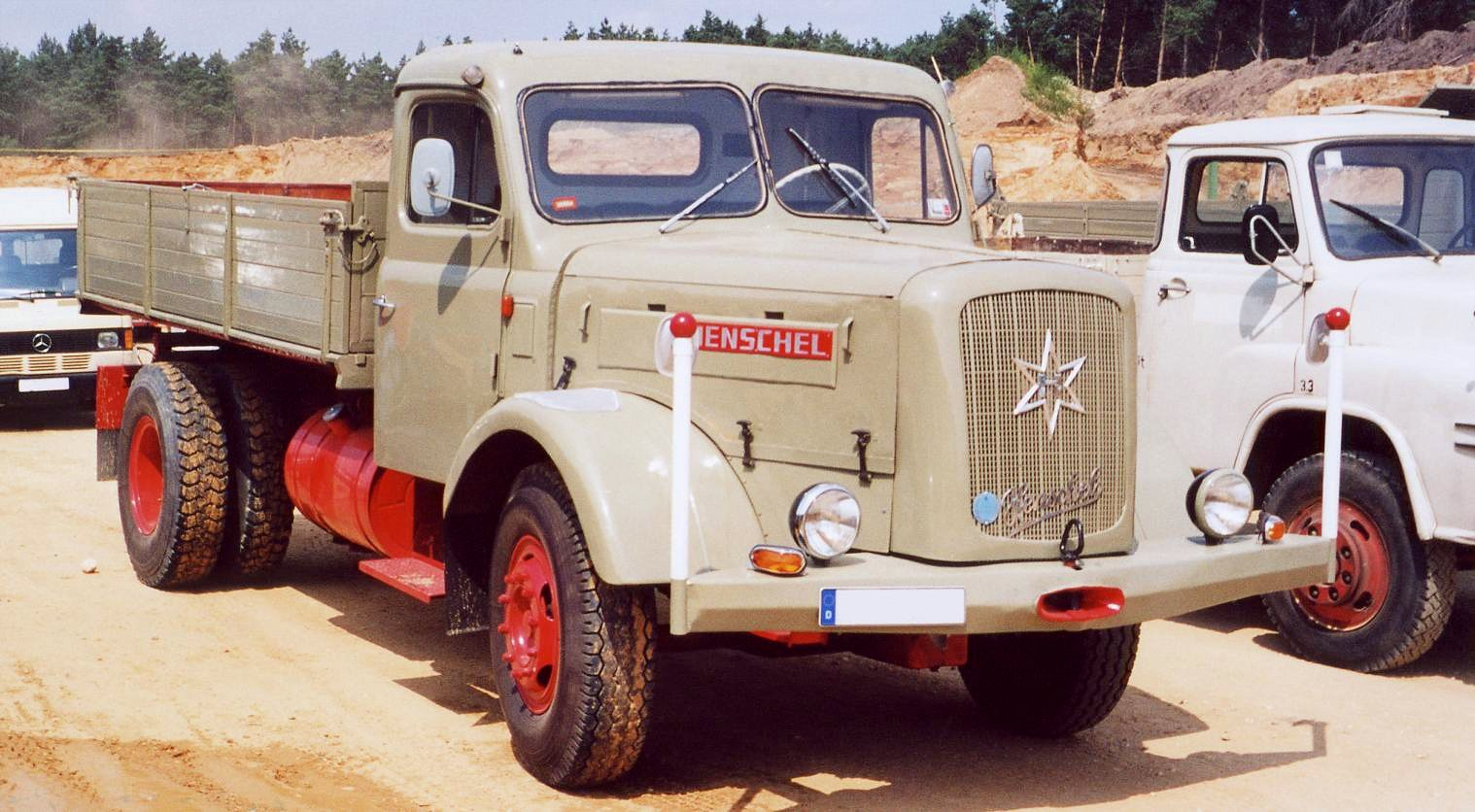
Ciężarówka 'Henschel HS 140'

W 1969 połączono wytwórnię Hanomag z oddziałem przedsiębiorstwa Henschel zajmującym się produkcją samochodów tworząc Hanomag-Henschel Fahrzeugwerke GmbH z siedzibą w Hanowerze. Właścicielem połowy nowego przedsiębiorstwa był koncern Daimler-Benz, który przejął je całkowicie w 1970. Produkowane przez przedsiębiorstwo samochody były napędzane wysokoprężnymi silnikami Mercedesa. W 1974, wbrew wcześniejszym deklaracjom, zrezygnowano z marki Hanomag-Henschel zastępując ją nazwą Mercedes-Benz.

Na początku lat 80. zakończono produkcję ciężarówek i ciągników siodłowych w fabryce w Kassel, przestawiając ją na produkcję samochodów osobowych.

### Produkcja samolotów
W marcu 1933 rozpoczęło działanie berlińskie przedsiębiorstwo Henschel Flugzeug-Werke AG, które w dwóch zakładach przy lotnisku Schönefeld i Johannisthal produkowało samoloty, a później także pociski rakietowe.

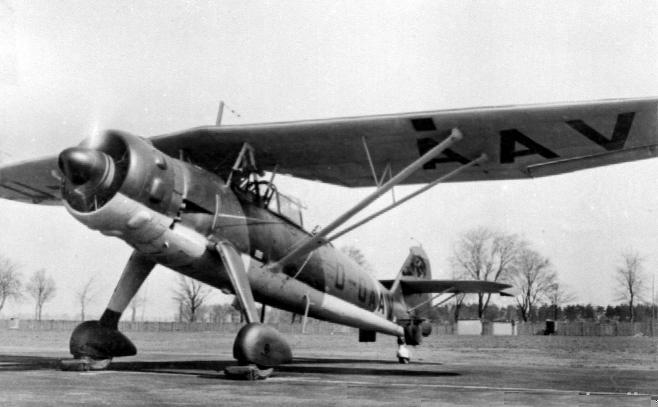
Rozpoznawczy Henschel Hs 126

Konstrukcje lotnicze Henschel Flugzeug-Werke AG to:
- Henschel Hs 121 – prototypowy samolot szkolno-bojowy, myśliwiec
- Henschel Hs 122 – samolot współdziałania z armią lądową i rozpoznawczy
- Henschel Hs 123 – dwupłatowy samolot szturmowy używany podczas hiszpańskiej wojny domowej i w początkowej fazie II wojny światowej
- Henschel Hs 124 – prototypowy ciężki samolot myśliwsko-bombowy
- Henschel Hs 125 – prototypowy samolot szkolno-bojowy, myśliwiec
- Henschel Hs 126 – samolot rozpoznawczy
- Henschel Hs 127 – prototyp dwusilnikowego bombowca
- Henschel Hs 129 – samolot szturmowy

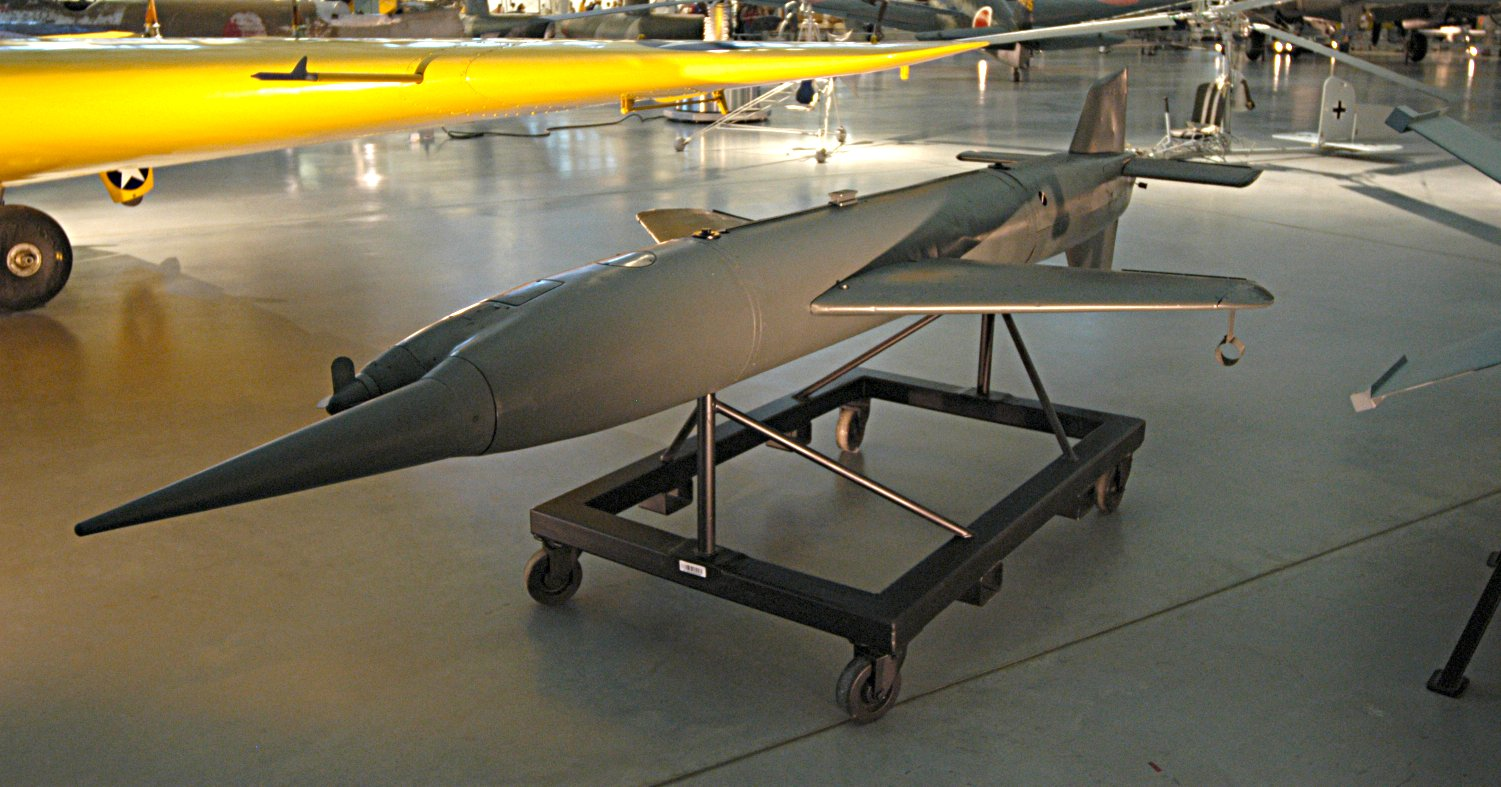
Pocisk rakietowy Hs 117 Schmetterling

- Henschel Hs 130 – prototyp bombowca dalekiego zasięgu operującego na dużych pułapach
- Henschel Hs 132 – prototyp bombowca nurkującego o napędzie odrzutowym
- Henschel Hs 117 Schmetterling – przeciwlotniczy pocisk rakietowy zdalnie sterowany drogą radiową
- Henschel Hs 293 – bomba szybująca o napędzie rakietowym zdalnie sterowana drogą radiową
- Henschel Hs 294(inne języki) – rakietotorpeda
- Henschel Hs 298(inne języki) – pocisk rakietowy klasy powietrze-powietrze

## Henschel obecnie
Obecnie pod marką Henschel działają trzy przedsiębiorstwa:
- Henschel Antriebstechnik producent urządzeń transmisyjnych i przekładni między innymi do lokomotyw.
- Reimelt-Henschel Mischsysteme
- Henschel Industrietechnik HandlingsSystems zajmująca się systemami sterowania